# Fuente del Arco

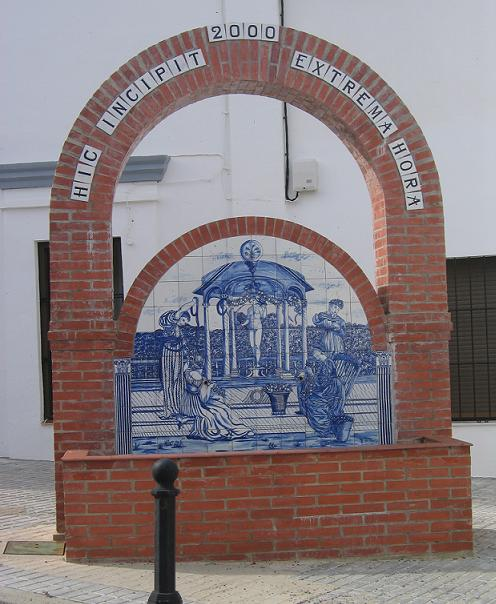
Fuente con inscripción en latín.

Fuente del Arco es un municipio español, perteneciente a la provincia de Badajoz (comunidad autónoma de Extremadura). Existía una antigua fuente, renovada en el año 2000, que probablemente dio nombre al municipio, con una inscripción en latín que reza HINC INCIPIT EXTREMA HORA (Aquí empieza Extremadura).

## Situación
Está situado en las primeras estribaciones de Sierra Morena, muy próximo al límite con la provincia de Sevilla. Pertenece a la comarca de Campiña Sur y al partido judicial de Llerena.
Sus casas encaladas, rodeadas de huertos y olivares, en las faldas de la Sierra, se agolpan sobre la Iglesia para albergar a sus escasos ochocientos habitantes.
Casas encaladas, con pequeños balcones llenos de macetas, puertas con adornos y pequeñas ventanas, calles empinadas de color blanco o artesonados fastuosos que envuelven a fachadas solariegas, fueron testigos de su pasado minero.

## Ruta de Senderismo
Cuenta con una popular ruta de senderismo al Cerro del Conjuro y Mina de la Jayona.
Fuente del Arco es localidad de paso del Camino de la Frontera hacia Santiago de Compostela.

## Historia
En 1594 formaba parte de la provincia León de la Orden de Santiago y contaba con 265 vecinos pecheros.
A la caída del Antiguo Régimen la localidad se constituye en municipio constitucional en la región de Extremadura. Desde 1834 quedó integrado en el Partido judicial de Llerena. En el censo de 1842 contaba con 280 hogares y 1100 vecinos.
A finales del siglo XIX la producción minera alcanzó un fuerte auge en la zona de Fuente del Arco debido a las actividades desarrolladas en la mina La Jayona, lo que propició un importante crecimiento económico y poblacional. 
De forma paralela al desarrollo económico y minero, a finales del siglo XIX el ferrocarril también llegó al municipio. En 1885 entró en servicio la línea Mérida-Los Rosales, construida por la compañía MZA. El trazado tenía una estación en Fuente del Arco, con servicios de viajeros y mercancías. Diez años después (1895) se inauguró otra línea férrea que llegaba a la zona, el ferrocarril Peñarroya-Fuente del Arco, de vía estrecha y construida por la compañía francesa «Peñarroya». Este segundo trazado también contó con su propia estación, situada junto a las instalaciones y la línea férrea de MZA.
La actividad ferroviaria llegó a tener una cierta importancia en el contexto local de Fuente del Arco, al punto en que se fue articulando un núcleo de población en torno a las estaciones del ferrocarril. La línea férrea de Peñarroya-Fuente del Arco se mantuvo operativa hasta su clausura en 1970, por no ser su explotación económicamente rentable.

## Demografía
Fuente del Arco cuenta con una población de 660 habitantes (INE 2024).
| Gráfica de evolución demográfica de Fuente del Arco entre 1842 y 2021                                                 |
| |
| Población de derecho según los censos de población del INE. Población de hecho según los censos de población del INE. |

### Población por núcleos
Desglose de población según el Padrón Continuo por Unidad Poblacional del INE.
| Núcleos         | Habitantes (2014) | Varones | Mujeres |
| --------------- | ----------------- | ------- | ------- |
| Estación        | 13                | 9       | 4       |
| Fuente del Arco | 678               | 337     | 341     |
| Valdecigüeñas   | 28                | 18      | 10      |

## Administración
| Periodo   | Nombre                            | Partido |
| --------- | --------------------------------- | ------- |
| 1979-1983 | Miguel Muñoz Mateos               | PSOE    |
| 1983-1987 | Tomás Pino Chávez                 | PSOE    |
| 1987-1991 | Tomás Pino Chávez                 | PSOE    |
| 1991-1995 | Tomás Pino Chávez                 | PSOE    |
| 1995-1999 | Francisco Delgado Ruíz            | PSOE    |
| 1999-2003 | Francisco Delgado Ruíz            | PSOE    |
| 2003-2007 | Francisco Delgado Ruíz            | PSOE    |
| 2007-2011 | María del Carmen Domínguez Lozano | PSOE    |
| 2011-2015 | María del Carmen Domínguez Lozano | PSOE    |
| 2015-2019 | María del Carmen Domínguez Lozano | PSOE    |
| 2019-2023 | María del Carmen Domínguez Lozano | PSOE    |
| 2023-act. | Antonia María Murillo Barradas    | PSOE    |

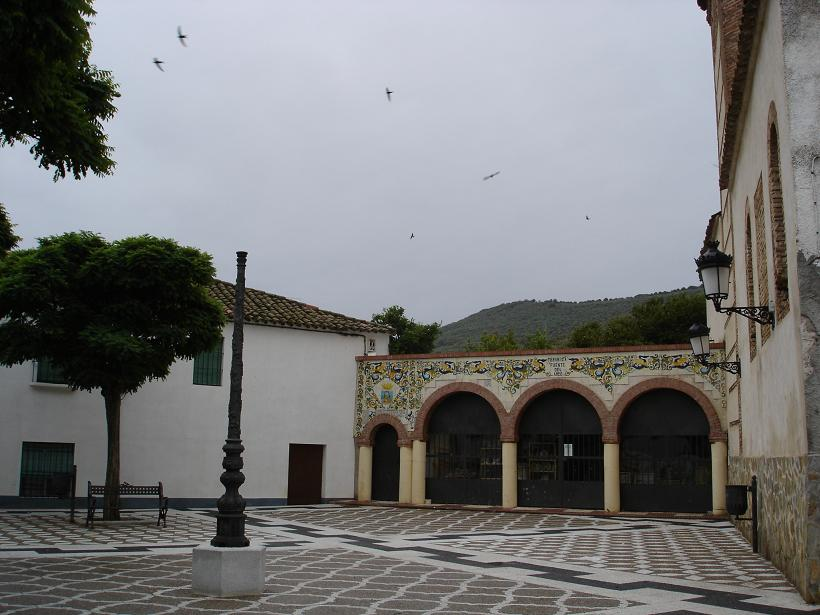
Plaza de España.

## Economía
Su economía se basa principalmente en la agricultura (olivares) y ganadería.
Hasta principios del siglo XX había una explotación de hierro en la Mina La Jayona la cual tenía empleado a un gran número de personas. Además hasta mediados del siglo XX era un punto importante ferroviario donde confluían la red ferroviaria de vía ancha y vía estrecha. La Mina La Jayona fue declarada monumento natural de Extremadura en 1997 (DOE 30/09/1997 Archivado el 20 de septiembre de 2016 en Wayback Machine.).

## Patrimonio

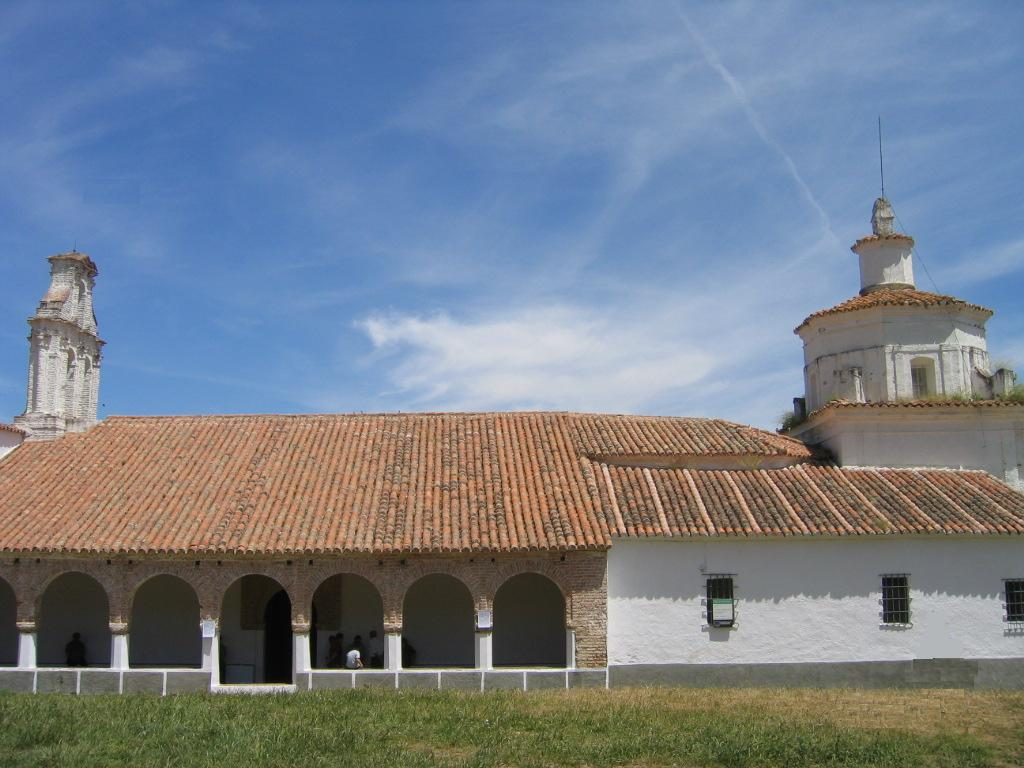
Exterior de la ermita de la Virgen del Ara, con el pórtico mudéjar.

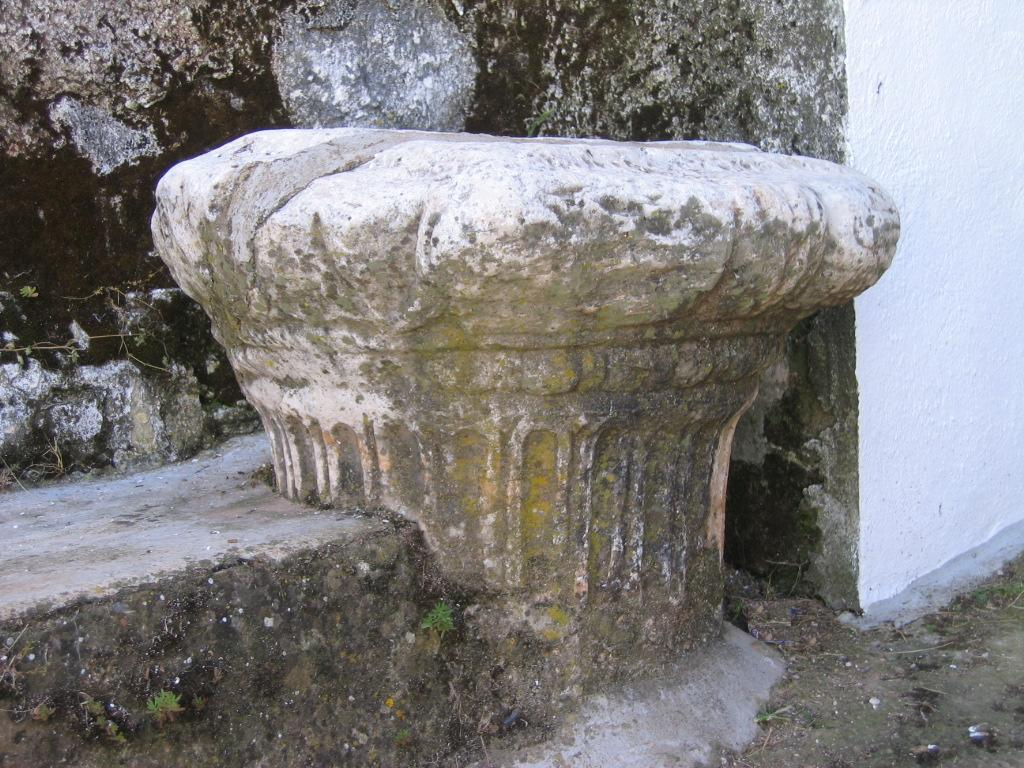
Capitel reutilizado en la entrada lateral de la Ermita.

Iglesia parroquial católica bajo la advocación de La Asunción de Nuestra Señora, en la Archidiócesis de Mérida-Badajoz.
La Ermita de la Virgen del Ara, a más de seis kilómetros de la población, se convierte en el lugar de romería y peregrinaje cada último domingo del mes de mayo. Es un edificio del siglo XV, y en 1993 fue incoado expediente para su declaración como Bien de Interés Cultural. La nave principal la completa el pórtico mudéjar sobre arcos peraltados de la fachada sur, del siglo XVI, la cúpula octogonal y linterna de media naranja con camerino, y el campanario del siglo XVIII. En su interior, la bóveda está decorada por frescos del siglo XVIII, de autor desconocido, que versan sobre escenas del Génesis y paisajes. De este siglo, y de gran valor es también el retablo mayor barroco y los retablos menores que lo cortejan.